# Kanton Granville
Granville is een kanton van het Franse departement Manche in de regio Normandië. Het kanton maakt deel uit van het arrondissement Avranches.
Tot 22 maart 2015 maakten ook de gemeenten Saint-Aubin-des-Préaux en Saint-Planchers en een deel van Jullouville deel uit van het kanton. Op die dag werd Jullouville opgenomen in het kanton Avranches en de andere twee gemeenten in het kanton Bréhal waardoor het kanton tegenwoordig nog maar 4 gemeenten omvat.

## Gemeenten
Het kanton Granville omvat de volgende gemeenten:
- Donville-les-Bains
- Granville (hoofdplaats)
- Saint-Pair-sur-Mer
- Yquelon

Agon-Coutainville · Avranches · Bréhal · Bricquebec-en-Cotentin · Carentan-les-Marais · Cherbourg-en-Cotentin-1 · -2 · -3 · -4 · -5 · Condé-sur-Vire · Coutances · Créances · Granville · La Hague · Isigny-le-Buat · Le Mortainais · Les Pieux · Pont-Hébert · Pontorson · Quettreville-sur-Sienne · Saint-Hilaire-du-Harcouët · Saint-Lô-1 · -2 · Valognes · Val-de-Saire · Villedieu-les-Poêles